# 長谷川翔平
長谷川 翔平（はせがわ しょうへい、1993年3月1日 - ）は群馬県出身のサッカー選手。中国サッカーリーグ・ベルガロッソいわみ所属。ポジションはディフェンダー。

## 経歴
2015年はヨーロッパへ渡りモンテネグロポドゴリツァ郊外のLjjkovićiに拠点を置く『FK Bratstvo Cijevna』へ所属。2部のDRUGA LIGAで1試合に出場した。
2016年 オーストリア Gleinstättenを拠点にする『SV UNION Tondach Gleinstätten』へ所属。5部のOberliga Mitte Westで20試合に出場した。
2017年 日本へ戻り島根県松江市を拠点とする『松江シティFC』へ所属し背番号5を背負っていたが2019年の７月を最後に『右足関節外側靭帯損傷』『右足関節一過性滑膜炎』『右足関節前方インピンジメント症候群』などと診断された怪我などで出場できず同年12月に契約満了になりチームの退団が発表された。
2020年、FC刈谷に強化部長兼ヘッドコーチ飯塚亮の誘いもあり移籍し背番号25を背負った。
2021年末でFC刈谷との契約が満了。
2022年より東海社会人サッカーリーグ2部のwyvernに移籍。
2022年度東海社会人サッカーリーグにおいて、リーグ無敗優勝に貢献しチームは1部に昇格。2部のベストイレブンにディフェンダー枠で選出された。
2023年度東海社会人サッカーリーグ1部において、リーグ無敗優勝に貢献し、1部のベストイレブンにディフェンダー枠で選出された。2023年12月12日にWYVERN退団が発表をされ、その後にベルガロッソいわみへの移籍が発表された。

## 選手としての特徴
『比較的希少な左利きのDF』としてセンターバック、左サイドバックの双方のポジションをすることが可能。左足からボールをつないでいけるというのが自身の特徴だとし広報からのロングフィード、ポゼッション、パスをつなぐ能力にたけている
なおラジオ番組にて同じくFC刈谷の酒井隆也選手から『パンチ力のあるキック』とも評価されている。

## 獲得タイトル
- 全国地域サッカーチャンピオンズリーグ(2018)
- 東海社会人リーグ2部(2022)
- 東海社会人リーグ1部(2023)